# La Malle Sanderson
Pour les articles homonymes, voir Sanderson.
La Malle Sanderson est un album de bande dessinée paru en 2004. Le scénario et les dessins sont de Jean-Claude Götting.

## Synopsis
Paris, dans les années trente, Sanderson est un illusionniste et prestidigitateur reconnu, et alors qu'il s'apprête à dévoiler un nouveau tour extraordinaire - une disparition dans le vide - un autre piège se met en place autour de lui...

## Prix et récompenses
- Prix Lanterne Magica de la Meilleure Bande Dessinée Adaptable en 2005
- Prix International de la Ville de Genève (actuellement : prix Rodolphe-Töpffer de la bande dessinée) en 2004[1],[2]

## Publication

### Éditeurs
- Delcourt (Collection Mirages) : première édition (2004)  (ISBN 2-84789-104-8)